# Augustus John
Augustus Edwin John (Tenby, 4 gennaio 1878 – Fordingbridge, 13 ottobre 1961) è stato un pittore e incisore britannico.

## Biografia
Augustus John nacque il 4 gennaio 1878 a Tenby, nel Galles.
Studiò all'accademia di Liverpool e alla scuola d'arte di Londra con Ford Madox Brown; già allora si mise in luce grazie al suo talento, come sua sorella Gwen John, all'epoca artista molto nota.  
Le prime opere della sua carriera artistica furono delle incisioni dal disegno vigoroso, ispirate a Rembrandt. La maggior parte dei lavori successivi furono invece ritratti, caratterizzati da notevole vivacità e da una profondissima analisi psicologica, tanto che all'inizio alcuni non furono apprezzati; ciononostante, in breve tempo furono proprio i ritratti a fargli raggiungere la celebrità. Amava ritrarre sia i membri della sua famiglia che alcuni dei personaggi più noti della Belle époque. I ritratti della sua famiglia raffiguravano le sue due mogli e i suoi molti figli, il cui numero esatto è incerto: correva voce che ne fossero nati molti al di fuori del matrimonio da relazioni con amanti occasionali.
John dipinse molti contemporanei celebri, tra cui Thomas Hardy, Yeats, George Bernard Shaw, la marchesa Luisa Casati, James Joyce, ed anche Elisabetta II; secondo molti critici il suo ritratto migliore è quello del poeta gallese Dylan Thomas. Durante la prima guerra mondiale, si unì alle forze canadesi come artista di guerra e fece numerosi ritratti di soldati di fanteria.
Dopo la guerra il suo stile divenne sempre più ruvido e la sua vena artistica sembrò inaridirsi; fu probabilmente per cercare nuova ispirazione e nuovi stimoli che viaggiò molto, soprattutto in Spagna e nei Caraibi. Anche se non riuscì più a raggiungere i picchi artistici di un tempo, la sua fama era ormai consolidata, tanto che nel 1921 fu nominato membro della Royal Academy of Arts.
Continuò a lavorare fino alla morte, avvenuta a Fordingbridge, nell'Hampshire, il 13 ottobre 1961.

## Onorificenze

### Curiosità
Era il bisnonno dell'attrice e modella olandese Talitha Getty, sposata con il magnate del petrolio John Paul Getty, Jr..